# 李倕
參數所指定的目標頁面不存在，建議更正成存在頁面或直接建立下列一個頁面（建立前請先搜尋是否有合適的存在頁面可以取代）：
- 李倕 (宗室女)

李倕（8世纪—798年11月3日），唐朝皇子，是唐肃宗李亨的第十子。

## 母
- 段婕妤，贞元六年六月唐德宗赠十叔的母亲段婕妤为昭仪，唐玄宗时废除太妃制度，贞元七年才恢复太妃制度

## 生平
至德二载（757年）十二月，李倕封杞王。乾元三年（760年）四月，封杞王李倕陕西节度大使。贞元十四年（798年）九月廿一，李倕去世。

## 延伸阅读
[在维基数据编辑]
 《舊唐書·卷116》，出自刘昫《舊唐書》